# Liste des conseillers généraux de la Somme de 1937 à 1940
 (août 2023).
Si vous disposez d'ouvrages ou d'articles de référence ou si vous connaissez des sites web de qualité traitant du thème abordé ici, merci de compléter l'article en donnant les références utiles à sa vérifiabilité et en les liant à la section « Notes et références ».
Cet article dresse la liste des 41 membres du Conseil général de la Somme élus lors de l'élection cantonale de 1937, ainsi que les changements intervenus en cours de mandature.

## Composition du conseil général de laSomme(41 sièges)

### Assemblée départementale en début mandature
| Parti                                           | Sigle | Sigle   | Élus |
| ----------------------------------------------- | ----- | ------- | ---- |
| Centre-gauche (21 sièges)                       |       |         |      |
| Parti républicain radical et radical-socialiste |       | PRRRS   | 18   |
| Union socialiste républicaine                   |       | USR     | 2    |
| Centre-droit (14 sièges)                        |       |         |      |
| Alliance démocratique                           |       | AD      | 9    |
| Radicaux indépendants                           |       | RI      | 5    |
| Gauche (5 sièges)                               |       |         |      |
| Parti communiste (SFIC)                         |       | PC-SFIC | 3    |
| Section française de l'Internationale ouvrière  |       | SFIO    | 2    |
| Droite (2 sièges)                               |       |         |      |
| Fédération républicaine                         |       | FR      | 2    |
| Président du Conseil Général                    |       |         |      |
| Anatole Jovelet (PRRRS)                         |       |         |      |

### Assemblée départementale en fin mandature
| Parti                                           | Sigle | Sigle | Élus |
| ----------------------------------------------- | ----- | ----- | ---- |
| Centre-gauche (21 sièges)                       |       |       |      |
| Parti républicain radical et radical-socialiste |       | PRRRS | 18   |
| Union socialiste républicaine                   |       | USR   | 2    |
| Centre-droit (14 sièges)                        |       |       |      |
| Alliance démocratique                           |       | AD    | 9    |
| Radicaux indépendants                           |       | RI    | 5    |
| Gauche (3 sièges)                               |       |       |      |
| Section française de l'Internationale ouvrière  |       | SFIO  | 2    |
| Union populaire française                       |       | UPF   | 1    |
| Droite (2 sièges)                               |       |       |      |
| Fédération républicaine                         |       | FR    | 2    |
| Président du Conseil Général                    |       |       |      |
| Anatole Jovelet (PRRRS)                         |       |       |      |

## Liste des conseillers généraux de la Somme
| Canton                 | Conseillers           | Partis | Partis           | Changements                                 |
| ---------------------- | --------------------- | ------ | ---------------- | ------------------------------------------- |
| Abbeville-Nord         | Émile Ternois         |        | PRRRS            | Décédé le 16 novembre 1938                  |
| Abbeville-Nord         | Paul Delique          |        | PRRRS            | Election partielle du 23 janvier 1939       |
| Abbeville-Sud          | André Massonneau      |        | SFIO             |                                             |
| Acheux-en-Amiénois     | Eugène Hourdequin     |        | AD               |                                             |
| Ailly-le-Haut-Clocher  | Edouard Duboille      |        | PRRRS            |                                             |
| Ailly-sur-Noye         | Louis Binant          |        | RI               |                                             |
| Albert                 | Henry Potez           |        | PRRRS            |                                             |
| Amiens-Nord-Ouest      | Henry Wattebled       |        | PC-SFIC puis UPF | Quitte le PCF en novembre 1939              |
| Amiens-Nord-Est        | Lucien Lecointe       |        | USR              | Décédé le 22 juin 1940                      |
| Amiens-Sud-Est         | Augustin Dujardin     |        | PC-SFIC          | Exclu du conseil général le 15 janvier 1940 |
| Amiens-Sud-Ouest       | Henry Leroy           |        | AD               |                                             |
| Ault                   | Jules Lecat           |        | PRRRS            |                                             |
| Bernaville             | Henri Rocque          |        | AD               |                                             |
| Boves                  | Léon Legrand          |        | AD               |                                             |
| Bray-sur-Somme         | Gaston Bouchend'homme |        | PRRRS            |                                             |
| Chaulnes               | Eugène Boinet         |        | AD               |                                             |
| Comble                 | Georges Guillemont    |        | RI               |                                             |
| Conty                  | Raymond Bernard       |        | PRRRS            |                                             |
| Corbie                 | Léon Lemaire          |        | PC-SFIC          | Exclu du conseil général le 15 janvier 1940 |
| Crécy-en-Ponthieu      | Jean Coache           |        | AD               | Démissionne en 1937                         |
| Crécy-en-Ponthieu      | Emile Loeuillet       |        | AD               | Election partielle de janvier 1938          |
| Domart-en-Ponthieu     | Anatole Jovelet       |        | PRRRS            |                                             |
| Doullens               | Étienne Dusevel       |        | PRRRS            |                                             |
| Gamaches               | Maurice Delabie       |        | PRRRS            |                                             |
| Hallencourt            | Albert Lefebvre       |        | PRRRS            |                                             |
| Ham                    | Robert Aubert         |        | SFIO             |                                             |
| Hornoy-le-Bourg        | Georges Manchion      |        | AD               | Décédé le 3 mars 1940                       |
| Molliens-Vidame        | Edmond Cavillon       |        | RI               |                                             |
| Montdidier             | Louis Lematte         |        | PRRRS            |                                             |
| Moreuil                | Marcel Ferbus         |        | USR              |                                             |
| Moyenneville           | Léon Mabille          |        | RI               |                                             |
| Nesle                  | René Le Roy           |        | PRRRS            |                                             |
| Nouvion                | Gustave Gaillard      |        | PRRRS            |                                             |
| Oisemont               | Emile Boucher         |        | PRRRS            |                                             |
| Péronne                | Louis Daudré          |        | AD               | Tué à l'ennemi le 25 mai 1940               |
| Picquigny              | Étienne Dubourguier   |        | PRRRS            |                                             |
| Poix-de-Picardie       | Armand Jumel          |        | FR               |                                             |
| Roisel                 | Gaston Boucourt       |        | PRRRS            |                                             |
| Rosières-en-Santerre   | Albert Chantrel       |        | RI               |                                             |
| Roye                   | Alfred Lejeune        |        | PRRRS            |                                             |
| Rue                    | Ernest Dumont         |        | FR               |                                             |
| Saint-Valery-sur-Somme | Anatole Mopin         |        | PRRRS            |                                             |
| Villers-Bocage         | Georges Sanier        |        | AD               |                                             |